# Balabenka (nová usedlost)
Nová Balabenka je zaniklá usedlost č.p. 225 v Praze-Libni. Nacházela se na křižovatce Balabenka v Sokolovské ulici, východně od severního náspu železničních mostů.

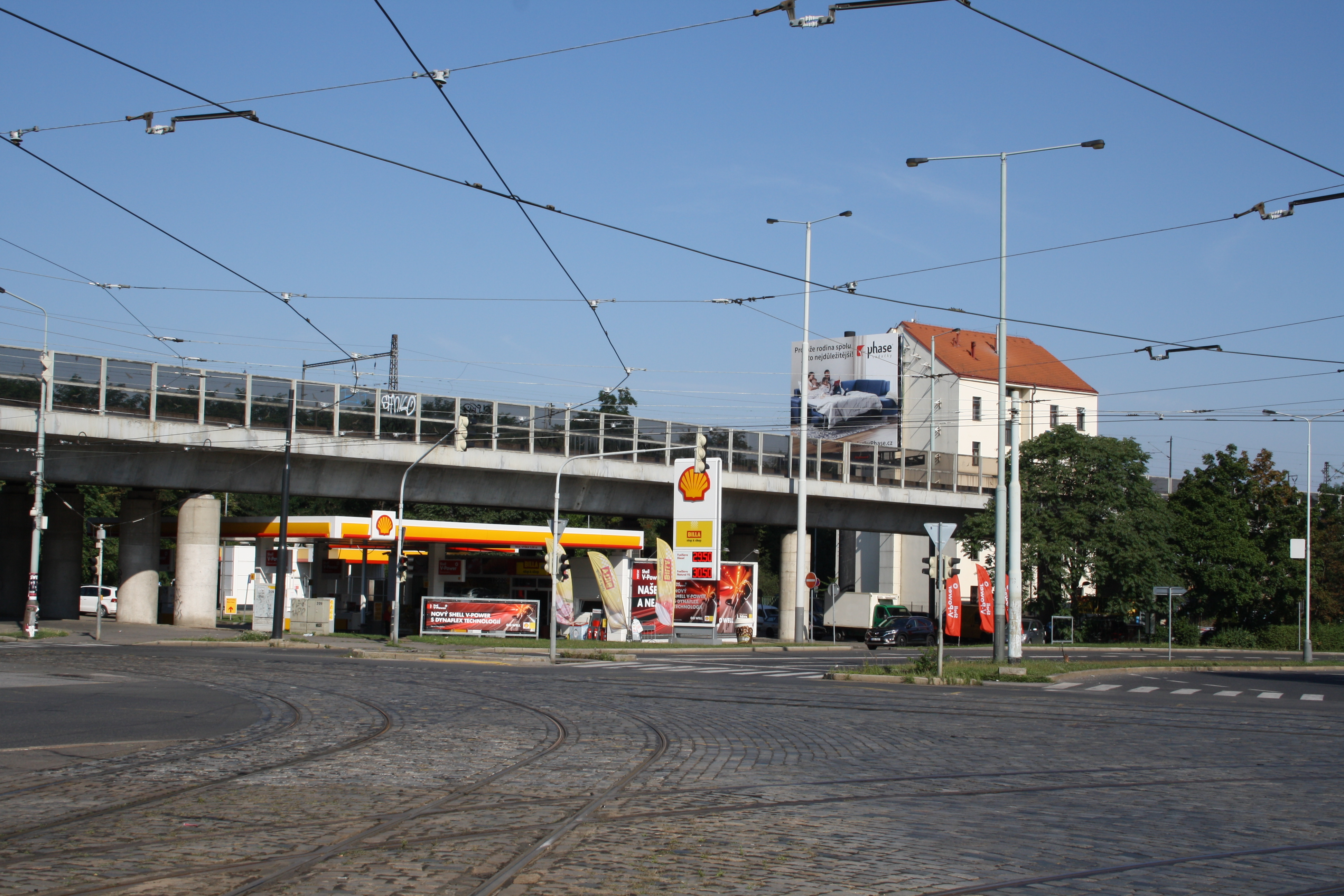
Balabenka (nová usedlost) stála v místě dnešní čerpací stanice

## Historie
Nová Balabenka byla postavena v 70. letech 19. století jako náhrada za starou usedlost, odkoupenou C.k. rakouskou severozápadní drahou. V místech staré usedlosti a jejích pozemků byla zřízena roku 1873 železniční trať se zastávkou Libeň dolní nádraží.
Nová patrová budova postavená v klasicistním slohu měla hospodářská křídla a na průčelí nápis Balabenka. Stejně jako stará usedlost i tato měla souvislost s hudbou - dcera posledních majitelů, manželů Zůnových, byla harfenistkou.

### Po roce 1918
Zahrady Balabenky a vinice zanikly za 1. republiky. V budově a nádvoří sídlily různé řemeslnické a průmyslové provozovny, například „Nejstarší továrna na mlékařské stroje a konve na dopravu mléka v Československé republice“, které majitelem byl A. Jílek.

### Po roce 1989
Letohrádek Balabenka byl památkově chráněn od 25. května 1992, ale již 23. června 1993 byla památková ochrana zrušena. Usedlost byla zbourána roku 1995 z důvodu výstavby silničního mostu.